# Транспортный переулок (Сестрорецк)
Тра́нспортный переу́лок — переулок в городе Сестрорецке Курортного района Санкт-Петербурга. Проходит от Приморского шоссе до улицы Инструментальщиков.
Название появилось в 1970-х годах. Дано в связи с местонахождением поблизости, на улице Инструментальщиков, 3, автотранспортного предприятия «Спецтранс». По нему же было дано название соседней Транспортной улице.